# Blaatcamaroptera
De blaatcamaroptera (Camaroptera brevicaudata) is een kleine zangvogel uit het geslacht Camaroptera uit de familie Cisticolidae.

## Taxonomie
De blaatcamaroptera wordt samen met Harterts camaroptera (C. harterti) vaak beschouwd als ondersoort van de mekkercamaroptera (C. brachyura).

## Verspreiding en leefgebied
De soort komt wijdverspreid voor in Afrika en telt elf ondersoorten:
- C. b. brevicaudata: van Senegal tot centraal Soedan en noordwestelijk Ethiopië.
- C. b. tincta: van Liberia tot westelijk Kenia en westelijk Tanzania, zuidelijk naar noordwestelijk Angola en noordwestelijk Zambia.
- C. b. abessinica: van zuidelijk Soedan en noordoostelijk Congo-Kinshasa tot noordwestelijk Somalië en noordelijk Kenia.
- C. b. insulata: zuidwestelijk Ethiopië.
- C. b. aschani: oostelijk Congo-Kinshasa, zuidwestelijk Oeganda en westelijk Kenia.
- C. b. erlangeri: zuidelijk Somalië, oostelijk Kenia en noordoostelijk Tanzania.
- C. b. griseigula: zuidoostelijk Oeganda, westelijk Kenia en noordelijk Tanzania.
- C. b. intercalata: van noordelijk Angola en zuidelijk Congo-Kinshasa tot westelijk Tanzania en noordelijk Zambia.
- C. b. sharpei: van zuidelijk Angola en noordelijk Namibië tot Malawi, Zimbabwe en het noordelijke deel van Centraal-Zuid-Afrika.
- C. b. transitiva: zuidoostelijk Botswana, Zimbabwe en het noordelijke deel van Centraal-Zuid-Afrika.
- C. b. beirensis: centraal Mozambique, oostelijk Zimbabwe en noordoostelijk Zuid-Afrika.